# Vernonia nematophylla
Vernonia nematophylla là một loài thực vật có hoa trong họ Cúc. Loài này được Ekman & Urb. miêu tả khoa học đầu tiên năm 1929.